# Diplazoptilon
Diplazoptilon é um género botânico pertencente à família Asteraceae.